# Ameskoabarren
Ameskoabarren (en basc, oficialment en castellà Améscoa Baja) és un municipi de Navarra, a la comarca d'Estella Oriental, dins la merindad d'Estella. Està format pels concejos d'Artaza, Baquedano, Baríndano, Ecala, Gollano, San Martín de Améscoa, Urra i Zudaire. Limita amb els municipis d'Eulate, Allín i Abartzuza.

## Demografia
| Evolució demogràfica                                     | Evolució demogràfica | Evolució demogràfica | Evolució demogràfica | Evolució demogràfica | Evolució demogràfica | Evolució demogràfica | Evolució demogràfica | Evolució demogràfica | Evolució demogràfica | Evolució demogràfica |
| 1996                                                     | 1998                 | 1999                 | 2000                 | 2001                 | 2002                 | 2003                 | 2004                 | 2005                 | 2006                 | 2007                 |
| -------------------------------------------------------- | -------------------- | -------------------- | -------------------- | -------------------- | -------------------- | -------------------- | -------------------- | -------------------- | -------------------- | -------------------- |
| 844                                                      | 827                  | 826                  | 796                  | 808                  | 807                  | 827                  | 823                  | 851                  | 826                  | 818                  |
| Fonts: Ameskoabarren i Institut d'Estadística de Navarra |                      |                      |                      |                      |                      |                      |                      |                      |                      |                      |

## Economia
La situació econòmica, igual que la resta de la vall, es troba en ple procés de transformació, encara que el sector primari segueix tenint una gran importància. El bestiar ovino segueix tenint molt pes, produint carn i llet, a partir de la qual s'elabora el formatge d'Urbasa. Aquest s'inclou dintre de diferents denominacions, incloent la reconeguda Idiazabal. Així mateix, persisteix la criatura de bestiar boví, porcí i aviar. L'agricultura també es practica amb assiduïtat, encara que la majoria dels agricultors compatibilitzen aquesta pràctica amb treballs en altres sectors, principalment el secundari. La principal indústria de la vall és la fàbrica de cadires de disseny "Andreu Nort", que dona treball a un nombre important de amescoanos, encara que el comú és desplaçar-se a altres municipis majors (principalment Estella) per a treballar. El sector serveis encara no està molt desenvolupat, encara que el turisme rural va adquirint certa importància gràcies a reclams turístics tan importants com la Serra d'Urbasa o el Nacedero de l'Urederra.